# Casco Gallet F1

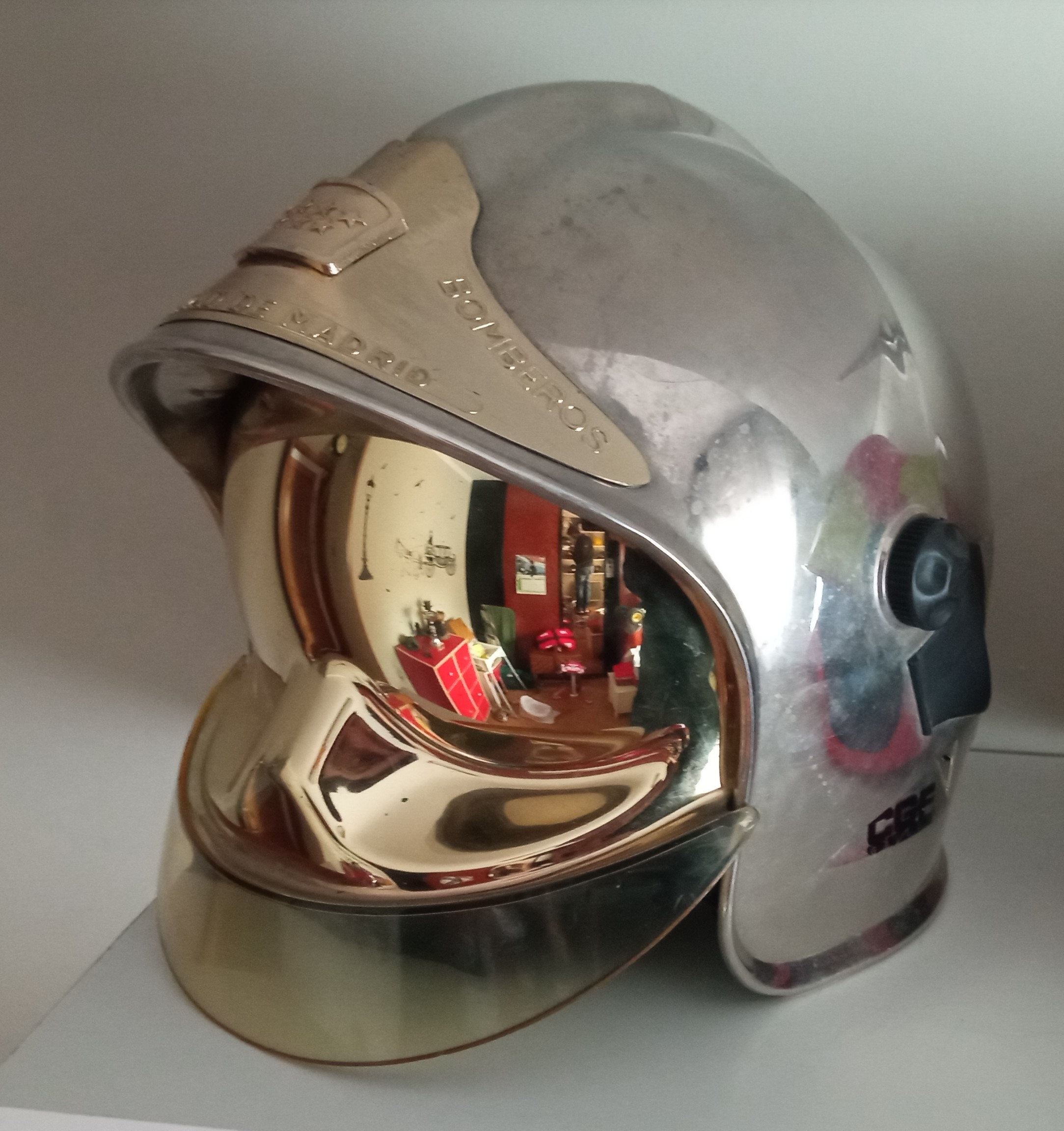
Casco CGF Gallet F1 de la Comunidad de Madrid del año 1987

El casco Gallet F1 es un casco semi-integral de bombero de origen francés y es uno de los cascos más utilizados por los bomberos en el mundo. Es un casco de alto rendimiento para los incendios de alta temperatura, ideal para proteger su usuario contra impactos, perforaciones, humos, líquidos agresivos y productos químicos proyectados por incendios urbanos o industriales.

## Historia
A finales de la década de 1970 , el cuerpo de Brigada de Bomberos de París (BSPP), con el deseo de sustituir sus cascos de acero Adrian , que ya no proporcionaban protección suficiente en cara ni cuello, no era aislante eléctrico, ni era aislante térmico del frío o calor y lanzó una convocatoria de ofertas de los fabricantes para financiar el estudio de "un nuevo casco". CGF Gallet (que luego se convirtió en MSA Gallet y actualmente MSA the Safety Company) es responsable de esto. Hubo 5 prototipos en los años 1979-1982-1983, hasta que en enero de 1984 se creó un 6ª basado en los cascos creados por la empresa Gallet. En agosto de 1985 marca el inicio de una nueva era en protección a los bomberos no solo de Francia, si no del mundo. La BSPP comienza a usar como el casco reglamentario Gallet F1 Tras seis años de estudios en colaboración con el BSPP, y el 10% de su facturación invertido, vemos la llegada en 1985 de este casco con un perfil revolucionario creado por el coronel de reserva Jacques Legendre que desde entonces ha estado equipando a muchos bomberos en el mundo. En el año 2002, la empresa MSA adquiere la Compañía CGF. En el año 2003 se alcanza el millón de cascos F1 vendidos.

## Características

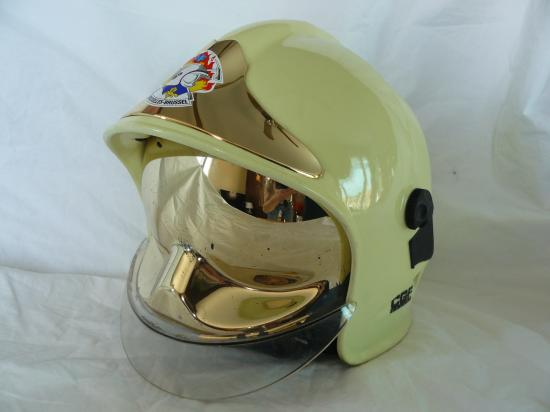
Casque CGF Gallet F1 de Bruselas

Consiste en una carcasa semi-integral termoplástica de poliamida reforzada con fibra de vidrio, una gorra, correas para la barbilla y un protector facial que se puede retraer dentro de la carcasa. Transparente o dorado, este último ofrece una buena protección contra la luz y la radiación. Un protector ocular, también extraíble, puede proporcionar protección ocular contra fragmentos y escombros. Inicialmente recubierto con una capa de níquel, controvertido debido a sus propiedades conductoras, el casco ahora también está disponible pintado o fotoluminiscente. Dependiendo del modelo, su peso es de aproximadamente 1750 gramos más o menos 50 gramos (modelo de circunferencia de la cabeza de 53 a 64 cm.) con espesores de 2 a 3 mm (en los bordes 5mm.). Generalmente se usa con un cubrenucas dispone de una tela de aluminio nomex.
En octubre de 1997 , Europa introdujo la norma EN 443. Para cumplir con esta nueva norma, serían necesarios dos años de estudios, que conducirían a los nuevos cascos F1, F1S, F1E y F1 FX.
En octubre de 2013, el casco tradicional de Gallet saca nuevo modelo tras 1,7 millones de cascos vendidos en más de 80 países.

## Otros modelos posteriores

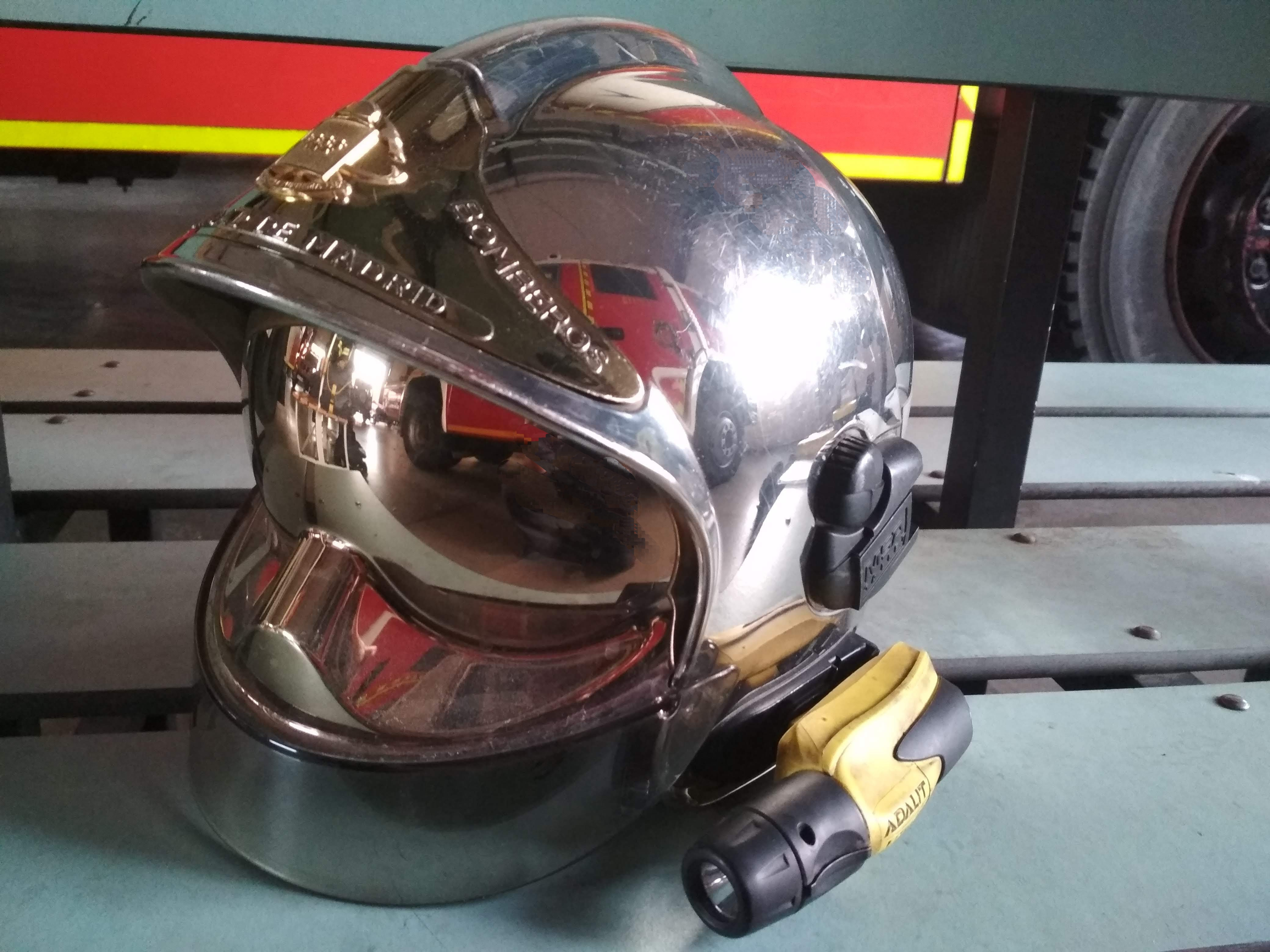
Casco Gallet F1 SF bomberos Comunidad de Madrid del año 2015

### Casco MSA Gallet F1 SF
Casco Gallet F1 SF para incendios urbanos es un casco de alto rendimiento para los incendios de alta temperatura, ideal para proteger su usuario contra impactos, perforaciones, humos, líquidos agresivos y productos químicos proyectados por incendios urbanos o industriales. Basado en el casco F1, es en respuesta a las peticiones de los bomberos en todo el mundo para incorporar la posibilidad de acoplar dos linternas de lado. Interiormente la F1 SF sufrió ajustes menores al nivel de los puntos de fijación y el nivel de correas que le permitió aumentar el nivel de seguridad ofrecido y una mayor comodidad para el usuario. Exteriormente la gran pantalla protectora puede ser transparente o dorada. Está certificado según EN443:2008.

### Casco MSA Gallet F1 XF

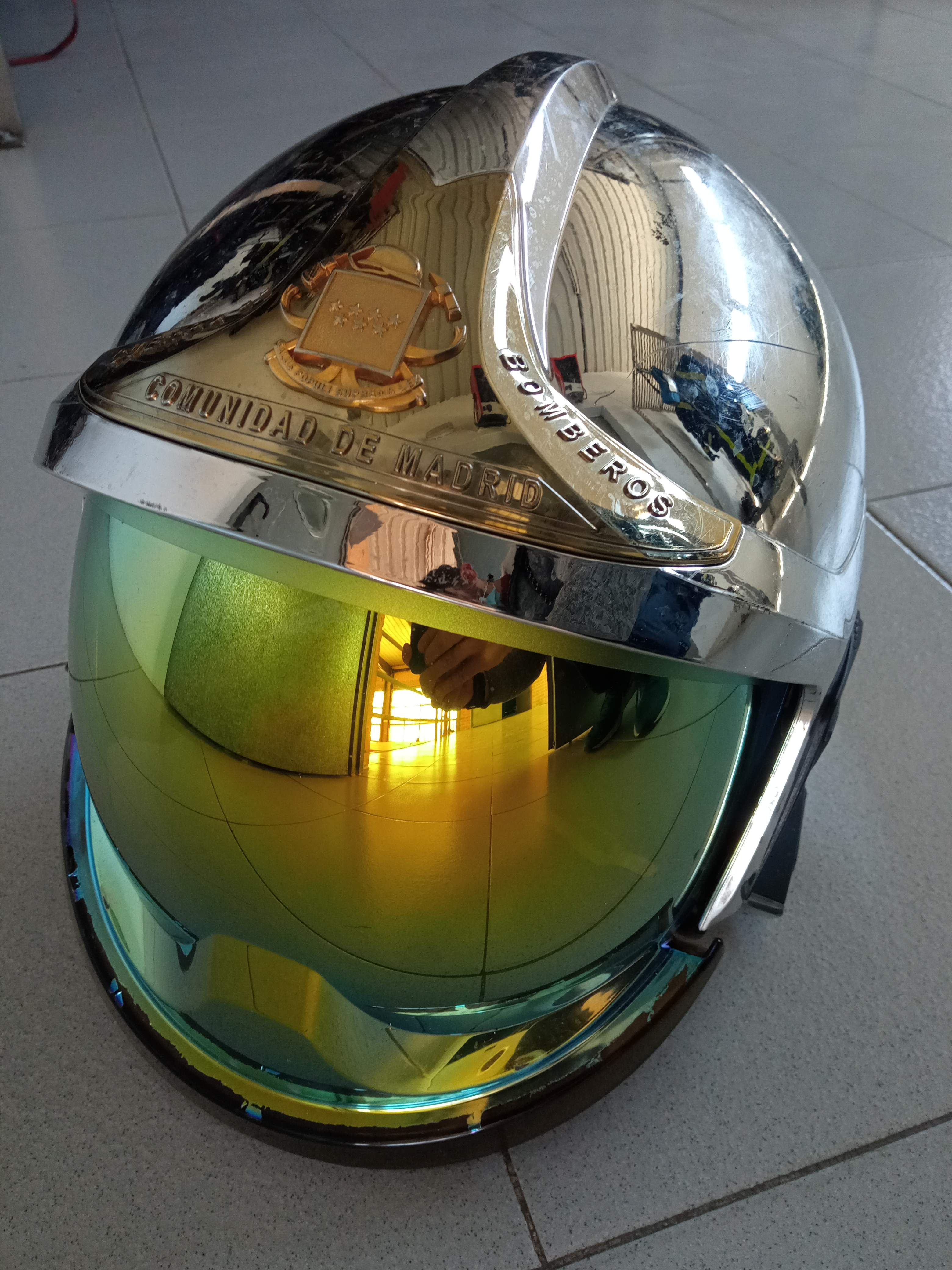
Casco Gallet F1 XF bomberos Comunidad de Madrid del año 2017

El casco F1 XF es el casco que sustituirá al F1 tradicional, destinado a bomberos y más concretamente a la extinción de incendios en zonas urbanas. Fue producido por un grupo de 30 personas de la empresa MSA Gallet y fue presentado octubre de 2013 en el de 120 º Congreso Nacional de bomberos en Chambéry. En comparación con el anterior, es más ligero, más resistente, integrando una luz a corta distancia y una suspensión con correas. El casco parece un poco más macizo, pero es más ligero. Cada parte ha sido rediseñada para mejorar su funcionalidad manteniendo la firma estética del F1 , dijo Vincent Azibert, gerente de marketing de MSA. Su peso es de 1.450 gramos (frente a los 1.550 del antiguo). El casco F1 XF producido por MSA tiene como objetivo mejorar la comodidad de uso en comparación con el casco F1 anterior sin perder la seguridad. El resultado es un casco más ancho que el anterior, con una visera panorámica dorada que le permite ofrecer protección contra la radiación manteniendo un campo visual sustancial. Ha sido diseñado para mantener la capacidad de mover la cabeza en flexión, extensión y rotación. Tiene 2 módulos de LED en cada lado de peso ligero y una ruleta en la parte trasera para un ajuste rápido y fácil de las cintas de sujeción de la cabeza.